# Анна Вюртембергская
Анна Вюртембергская (нем. Anna von Württemberg, пол. Anna Wirtemberska; 12 июня 1561, Штутгарт — 7 июля 1616, Хойнув) — немецкая принцесса из Вюртембергского дома, жена князя Олавского и Волувского Иоганна Георга (17 июня 1552 — 6 июля 1592) и князя Легницкого Фридриха IV (20 апреля 1552 — 27 марта 1596).

## Биография
Анна была седьмой дочерью герцога Вюртембергского Кристофа от брака с Анной Марией Бранденбург-Ансбахской. 16 сентября 1582 года Анна вышла замуж за Иоганна Георга, второго сына князя Бжегского Георга II. У пары было двое детей: Георгий Христофор (1583-1584) и Барбара (1584/85-1586), оба умерли в детстве.
В 1586 году, после смерти князя Георга II, муж Анны Иоганн Георг получил в совместное владение со старшим братом Иоахимом Фридрихом города Олава и Волув. Братья поселились в Олаве. Бжег, столица княжества, перешла во владение их матери Барбаре Бранденбургской в качестве вдовьего удела. 6 июля 1592 года умер князь Иоганн Георг, после чего в Волуве единоличным князем остался его брат, а Олаву, как вдовий удел, получила Анна.
Два года спустя, 24 октября 1594 года, Анна Вюртембергская второй раз вышла замуж за Легницкого князя Фридриха IV. По правилам образования вдовьего удела его владелица теряла право на него в двух случаях: если она вновь выходила замуж или становилась монахиней. Выйдя замуж, Анна потеряла право на Олаву, которая перешла к Иоахиму Фридриху.
Второй брак Анны продолжался всего семнадцать месяцев — 27 марта 1596 года князь  Фридрих IV Легницкий скончался; детей в этом браке не было. Вторично овдовев, Анна переехала в Хойнув, где провела в одиночестве остаток жизни. В этом городе она оставила о себе память, с одной стороны, как щедрая благотворительница, подарившая городской церкви богатые алтарь и амвон, а также большое количество книг для богослужения; с другой как участница постоянных конфликтов с городскими властями и жителями Хойнува. Причиной многочисленных жалоб княгини было отсутствие ночной стражи в замке, ночной шум и пьяные потасовки.
Анна Вюртембергская при жизни приказала построить внутри городской церкви Святых Апостолов Петра и Павла свой склеп, который был завершен в 1608 году. Она умерла 7 июля 1616 года в Хойнуве и была похоронена в оловянном гробу, увенчанном типичной для периода барокко эпитафией. Она была последней владелицей Хойнувского княжеского замка, который после её смерти начал приходить в упадок, усугубившийся с началом Тридцатилетней войны.

## Память

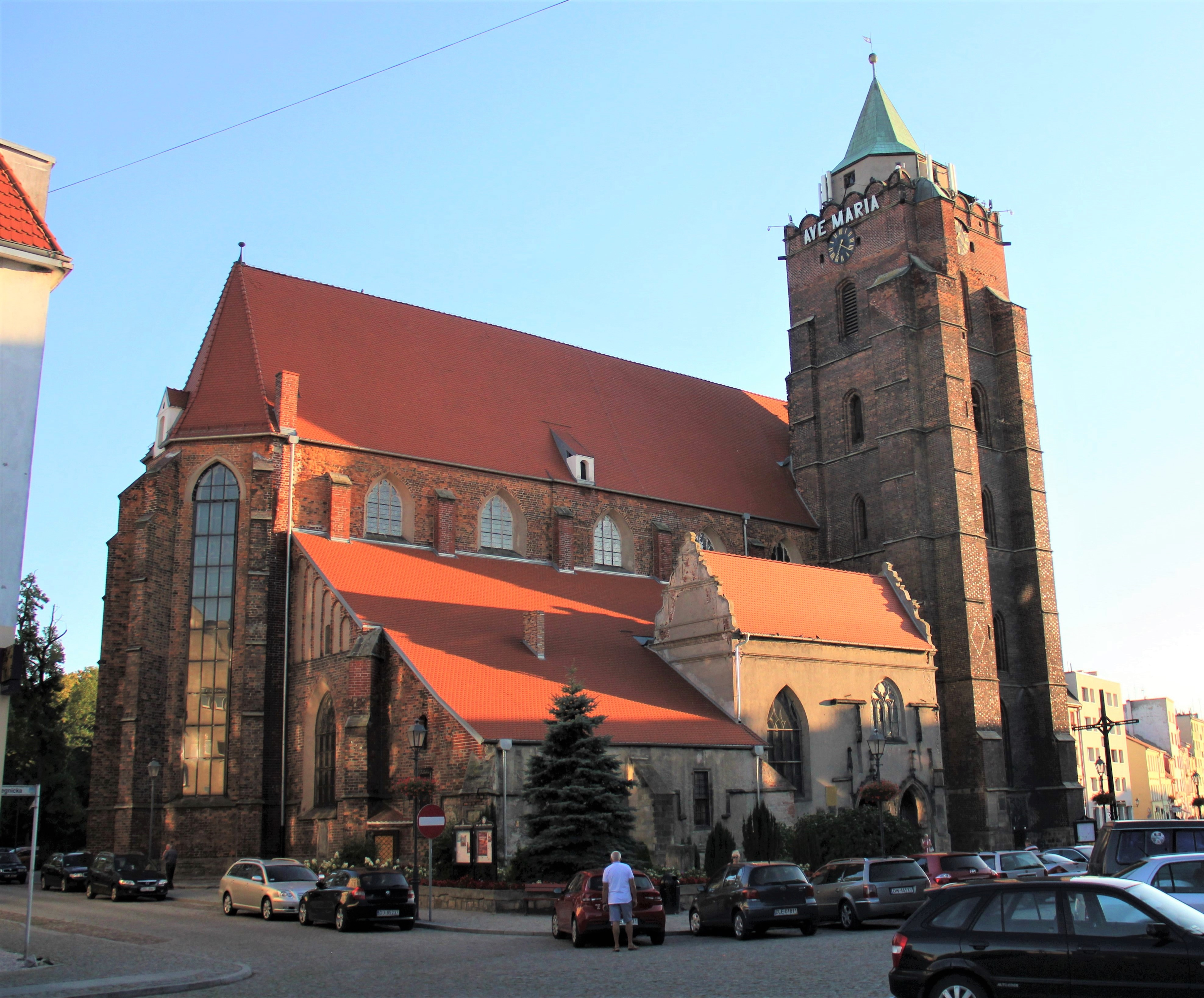
Церковь Святых Апостолов Петра и Павла в Хойнуве —место захоронения княгини Анны

Гроб с останками и склеп княгини не сохранились до наших дней. В 1723 году был украден оловянный гроб, за что был осужден церковный клирик. В 1813 году пастор Адольф Вандрей, узнав о приближающихся к Хойнуву войсках Наполеона Бонапарта, передал на хранение местному советнику драгоценности из гробницы, которые после этого бесследно исчезли. В 1857 году склеп был замурован, а после 1945 года полностью опустошен мародерами, останки княгини пропали.
Память о княгине Анне Вюртембергской сохраняется жителями Хойнува. В 2009 году, благодаря стараниям пастора Тадеуша Юрка, на месте бывшего склепа была установлена мемориальная табличка.